# Ormosolenia
Ormosolenia  (лат.) — монотипный род двудольных растений семейства Зонтичные (Apiaceae). До 1992 года включался в состав рода Горичник (Peucedanum), затем некоторыми учёными стал признаваться самостоятельным с видом Ormosolenia alpina. При внесении вида в род Горичник его название — Peucedanum alpinum.

## Описание
Небольшой голый многолетник с длинным тонким стержневым корнем. Корневище обычно ветвящееся или со столонами, одревесневающее. Стебель не превышает 3—15 см в высоту, извилистый, иногда немного ветвящийся, чаще простой. Листья имеются только у основания стебля, 1,5—10 см длиной, сизо-зелёные. Пластинка до 2 см длиной, округлая в очертании, городчатая, лопастная или единожды перисто-рассечённая на 2—4 округлые сегмента, каждый из которых в свою очередь пальчато-лопастный.
Соцветия — сложные зонтики в числе от 1 до 4, с 4—7 неравными лучами, без прицветников. Цветки в зонтичках в количестве до 10, венчик в бутонах сиреневатый, при распускании зеленовато-белый.
Вислоплодники 5—7×3—5 мм.

## Распространение и среда обитания
Единственный вид распространён на острове Крит (Греция) и в юго-западной части Малой Азии (Турция).

## Синонимы
Впервые отдельный род был выделен ещё в 1834 году Фридрихом Таушем, поместившим в него вид Peucedanum creticum, описанный в 1821 году. Однако впоследствии выяснилось, что это название является незаконным, поскольку за несколько месяцев до этого по тем же образцам был описан вид Sison alpinum. До конца XX века этот вид включался в состав рода Peucedanum, однако впоследствии ряд отличительных признаков и филогенетические данные позволили восстановить отдельный род.
- Ormosolenia cretica (Spreng.) Tausch, 1834, nom. superfl.
- Peucedanum alpinum (Sieber ex Schult.) B.L.Burtt & P.H.Davis, 1949
- Peucedanum creticum Sieber ex Spreng., 1821, nom. superfl.
- Sison acaule Sieber ex Steud., 1841, nom. inval.
- Sison alpinum Sieber ex Schult., 1820basionym
- Sison sieberianum DC., 1830, nom. superfl.